# VK Rasket
VK Rasket är en numera upplöst idrottsförening i Örnsköldsvik. Föreningen var, när innebandyn organiserade sig i Sverige, ett av de stora svenska lagen och vann fyra SM-guld på damsidan, nämligen åren 1989, 1990, 1992 och 1993. År 1993 vann man även den första upplagan av Europacupen i innebandy. Också damjuniorlaget vann några SM-titlar. Inför säsongen 1996/1997 gick man upp i Örnsköldsviks SK, som sedermera blev Örnsköldsvik Innebandy.

## Historik
VK Rasket startade som namnet säger, som en volleybollklubb - VK står för VolleybollKlubb. Föreningen bildades 1982 av Eric Bagger (Nylander), Thomas Birkö, Nina Schavon, Åsa Hedman och Göran Westman. Föreningen namn var tillika en vision: att vara en sportförening för alla och en var. Alla skulle vara välkomna.

Redan året efter, 1983, startades innebandysektionen av Patrik Schavon. Under hans ledning växte verksamheten på innebandysidan, så att föreningen med tiden helt skulle komma att förknippas med innebandy.
När föreningen var som störst, 1987, hade innebandysektionen 250 medlemmar och volleybollsektionen 60 medlemmar. Det fanns dessutom både en schack- och en squashsektion. På grund av innebandyns stora utrymme i föreningen döptes föreningen om utan att namnet ändrades, VK Rasket kom att betyda Viljans Klubb Rasket.
Nedgången kom i slutet av 1980-talet, då flera av de drivande inom föreningen flyttade eller slutade. Volleybollsektionen la ner och innebandyn gick upp i Örnsköldsviks SK. Den definitiva nedläggningen av föreningen skedde 1996.